# Russell Wade
Pour les articles homonymes, voir Wade.
Russell Wade est un acteur américain, né le 21 juin 1917 à Oklahoma City (Oklahoma), et mort le 9 décembre 2006 à Riverside (Californie).

## Filmographie partielle
- 1939 : Million Dollar Legs de Nick Grinde : un étudiant (non crédité)
- 1939 : Le Vainqueur (Indianapolis Speedway) de Lloyd Bacon : un danseur (non crédité)
- 1942 : Robin des Bois cow-boy (Red River Robin Hood) de Lesley Selander : Chet Andrews
- 1943 : Le Vaisseau fantôme (The Ghost Ship) de Mark Robson : 3e officier Tom Merriam
- 1944 : L'Amazone aux yeux verts (Tall in the Saddle) d'Edwin L. Marin : Clint Harolday
- 1945 : Le Récupérateur de cadavres (The Body Snatcher) de Robert Wise : Donald Fettes
- 1945 : Un jeu de mort (A Game of Death) de Robert Wise : Robert Trowbridge
- 1946 : The Bamboo Blonde d'Anthony Mann : Patrick Ransom, Jr.